# Mantelström
En mantelström (eller HF-ström), är en ofta oönskad ström i en kabels yttre ledande hölje, oftast en koaxialkabel. Strömmen kan uppkomma antingen på grund av potentialskillnader mellan de inkopplade enheterna, eller att kabeln är så lång och så ogynnsamt placerad, att den fungerar som en antenn.
För att få bort mantelströmmar, bör man i första hand försöka komma tillrätta med orsaken. Till exempel kan man jorda eller koppla om de inkopplade enheterna. Till exempel kan det göra skillnad om man strömmatar enheterna från samma källa (speciellt viktigt för ljud- och ljusenheter).
Alternativt går det att montera ett så kallat mantelströmsfilter. De är anpassade till störningens typ och innehåller oftast ett bandspärrfilter som eliminerar eller dämpar störningens frekvenser.